# Бєльков Віктор Іванович
Ві́ктор Іва́нович Бєлько́в (14 квітня 1930, с. Перша Кирсанівка, Воронезька область, РРФСР — 27 квітня 2006, м. Київ, Україна) — колишній радянський футболіст, що виступав на позиції захисника та півзахисника. Після завершення кар'єри футболіста працював дитячим тренером, інспектував матчі чемпіонату України, був членом ради Федерації футболу України. Майстер спорту (1956). Заслужений тренер УРСР (1987).

## Біографія
Віктор Бєльков — вихованець красногорського футболу. Займався у ДЮСШ московського «Динамо», тренувався під керівництвом Аркадія Чернишова. У 1948 році закінчив машинобудівний технікум. Того ж року став чемпіоном Московської області з хокею з м'ячем у складі красногорського клубу «Зоркий». У 1950 році Бєлькова почали залучати до ігор дублюючого складу ФК «Динамо» (Москва), однак пробитися до основи він не зміг і у 1952 році опинився в іншому «Динамо» — київському.
Перший сезон у Києві Віктор також провів у дублі, а у 1953 році почав періодично з'являтися у складі першої команди. Проте конкуренція у «Динамо» на той час була доволі високою і закріпитися у основі Бєлькову так і не вдалося.
Залишивши Київ, футболіст повернувся до столиці СРСР де приєднався до лав ЦСКА. Провівши доволі непогано сезон 1954 року, він майже перестав потрапляти до складу у наступному, через що опинився у ленінградському «Зеніті».
У 1956 році Бєльков у складі збірної Ленінграду займає 4-те місце на Спартакіаді народів СРСР, за що отримує почесне звання «Майстра спорту». Однак у «Зеніті» основним гравцем стати так і не зміг, два сезони виступаючи за ленінградський клуб як звичайний гравець ротації.
У 1958 році Олексій Водягін запрошує Віктора приєнатися до складу луганського клубу «Трудові резерви». Якщо у минулих клубах Бєльков виступав переважно у півзахисті, то у Луганську тренери довірили йому місце у центрі захисту. І не помилилися — Віктор був чудовим організатором оборони команди протягом трьох років. З його появою захисні порядки луганчан стали набагато міцнішими, ніж раніше.
Після завершення активних виступів залишився у Луганську, увійшовши до тренерського штабу «Трудових резервів». У 1963 році закінчив Луганський педагогічний інститут (заочно) та Київську школу тренерів. Того ж року почав тренувати юнаків київського «Динамо». Був завідувачем відділу футболу та хокею ДСТ «Авангард» (Київ). З 1967 по 1989 рік обіймав посаду завідувача дитячо-юнацького сектору Федерації футболу УРСР, працював старшим тренером відділу футболу Держкомспорту УРСР. З 1990 по 1999 роки очолював дитячу команду Республіканського училища Міністерства освіти України. До 2000 року інспектував матчі чемпіонату України, був членом Федерації футболу Києва (2001–2004) та членом ради Федерації футболу України (2002).

## Досягнення
Особисті здобутки
- Майстер спорту (1956)
- Заслужений тренер УРСР (1987)